# Кастело ди Онферно (Римини)
Кастело ди Онферно је насеље у Италији у округу Римини, региону Емилија-Ромања.
Према процени из 2011. у насељу је живело 13 становника. Насеље се налази на надморској висини од 330 м.